# Nakfa
El nakfa es la moneda de Eritrea. Se divide en 100 céntimos de nakfa. Su código ISO 4217 es "ERN". El nakfa se introdujo en 1997 para reemplazar al birr etíope. Toma su nombre de la ciudad de Nakfa, que es perteneciente a la Región del Mar Rojo Septentrional, y que fue el núcleo principal de la resistencia de los independentistas eritreos durante la guerra librada contra el gobierno de Etiopía. El diseño de los motivos que adornan las monedas y los billetes de Eritrea fue realizado por el artista afroamericano Clarence E. Holbert.

## Monedas
Las características de las monedas en circulación son las siguientes:

| Denominación (C$)   | Emisión actual | Metal                     | Forma    | Diámetro | Borde                | Diseño en el anverso                                     | Diseño en el reverso |
| ------------------- | -------------- | ------------------------- | -------- | -------- | -------------------- | -------------------------------------------------------- | -------------------- |
| 1 Cent              | 1997           | Acero revestido en Níquel | Circular |          | Liso                 | Gacela de frente roja (Eudorcas rufifrons), valor facial | Escudo y año         |
| 5 Cents             | 1997           | Acero revestido en Níquel | Circular |          | Liso                 | Leopardo (Panthera pardus), valor facial                 | Escudo y año         |
| 10 Cents            | 1997           | Acero revestido en Níquel | Circular |          | Estriado             | Avestruz (Struthio camelus), valor facial                | Escudo y año         |
| 25 Cents            | 1997           | Acero revestido en Níquel | Circular |          | Estriado discontinuo | Cebra de Grévy (Equus grevyi), valor facial              | Escudo y año         |
| 50 Cents            | 1997           | Acero revestido en Níquel | Circular |          | Estriado             | Kudú mayor (Tragelaphus strepsiceros), valor facial      | Escudo y año         |
| 100 Cents (1 Nakfa) | 1997           | Acero revestido en Níquel | Circular |          | Estriado             | Elefante africano (Loxodonta africana), valor facial     | Escudo y año         |

## Billetes
Los billetes emitidos actualmente por el Banco de Eritrea son por valor de:
- 1 Nakfa (Anverso: Tres niñas / Reverso: Grupo de niños aprendiendo en una escuela al aire libre)
- 5 Nakfa (Anverso: Niño, adulto y anciano / Reverso: Ganado bajo un sicomoro gigante cerca de Segheneyti)
- 10 Nakfa (Anverso: Tres niñas / Reverso: Tren pasando por un puente de piedra sobre el río Obel)
- 20 Nakfa (Anverso: Tres niñas / Reverso: Hombre ara con dromedario, mujer cosecha y mujer maneja un tractor)
- 50 Nakfa (Anverso: Tres niñas / Reverso: Barcos de carga amarrados en el puerto de Massawa)
- 100 Nakfa (Anverso: Tres niñas / Reverso: Mujer arando mediante una pareja de bueyes)